# Wińsko
Wińsko è un comune rurale polacco del distretto di Wołów, nel voivodato della Bassa Slesia.
Ricopre una superficie di 249,54 km² e nel 2004 contava 8 700 abitanti.